# Langebaan
Langebaan este un oraș din provincia Wes-Kaap, Africa de Sud.